# Deborah Nunes
Deborah Hannah Pontes Nunes, född 14 mars 1993 i Recife, är en brasiliansk handbollsspelare. Hon var med i Brasiliens lag som blev världsmästare 2013.

## Klubblagskarriär
Deborah Nunes spelade för det brasilianska laget Metodista / São Bernardo till 2019.Hon vann det brasilianska mästerskapet med Metodista 2012. Ett år senare blev klubben bara silvermedaljörer i mästerskapet. 2015 var hon aktiv i klubben EC Pinheiros i Sao Paolo. Från början av säsongen 2019/2020 spelade hon i ryska klubben GK Astrachanotjka. När Nunes bröt mot karantänsreglerna för COVID-19-pandemin i mars 2020 efter en vistelse utomlands avslutades hennes spelarkontrakt. Sedan säsongen 2021/22 har hon haft kontrakt med den spanska klubben CB Atlético Guardés.

## Landslagskarriär
Deborah Nunes spelade inledningsvis för det brasilianska juniorlandslaget och ingick därefter i truppen till seniorlandslaget. Hon vann brons vid ungdoms-OS 2010 Hon har spelat U20-VM i handboll för damer 2012. Med det brasilianska landslaget deltog hon sommaren 2013 vid Panamerikanska mästerskapet, där Brasilien vann titeln. I december samma år spelade hon världsmästerskapet i handboll för damer 2013 i Serbien och vann hon VM-titeln. Nunes gjorde elva mål på de nio matcher hon spelade i mästerskapet. Hon tillhörde bruttotruppen vid senaste VM 2021. Hon har spelat 35 landskamper och gjort 55 mål för Brasiliien.